# ヤハウィスト
ヤハウィスト（ドイツ語: Jahwist）とは、文書仮説で想定されているモーセ五書の創作者である。ヤハウェの名称を使った個人もしくはグループとされる。ヤーウィスト、ヤーヴィストとも。

## 概要
『創世記』2章4節後半 - 3章では、創造主をヤハウェ・エロヒムと呼ぶ（日本では主なる神または神である主と訳されている）。この物語の部分は、ヤハウィスト資料と呼ばれる（同じくJ資料ともいう）。
以前の学説では、ヤハウィスト資料は祭司記者資料よりも古いとされてきたが、研究が進み、表現形式・信仰内容も知恵文学に近い部分もあり、現在では、上記バビロニア捕囚よりも後代という説が強くなってきている。この場合も、神話というものではなく、知識階層の人々が自分たちの信仰を執筆しており、ヤハウェ・エロヒムと人間に対し深い洞察がなされている。